# Elvira Dones
Elvira Dones (1960.) albanska je spisateljica, scenaristica i producentica dokumentarnih filmova.

## Životopis
Rođena je u obalnom gradu Durrës Dones je diplomirao na Državnom sveučilištu u Tirani. Godine 1988. zaposlila se na Albanskoj državnoj televiziji i tako je otputovala u Švicarsku, gdje je prebjegla. Suđeno joj je za izdaju u Albaniji (u odsutnosti), osuđena je na zatvor i zabranjen joj je pristup svome sinu sve do pada komunizma u Albaniji 1992. Zatim je živjela u Švicarskoj gdje je radila kao spisateljica i televizijska novinarka, a pisala je i scenarije, režirala i producirala nekoliko dokumentaraca.
Od 2004. godine živi u Sjedinjenim  Državama. Većina njezinih tekstova je na talijanskom ili albanskom jeziku, ali nekoliko njezinih dokumentarnih filmova ima titlove na engleskom jeziku. Nekoliko od tih filmova osvojilo je ili je nominirano za razne nagrade. Njezin najnoviji dokumentarac, Zakleta djevica, govori o ženama u sjevernoj Albaniji koje su se zaklele na vječnu čednost u svojim tinejdžerskim godinama i postale muškarci u svom društvu — ne žene koje se ponašaju kao muškarci ili žene koje su promijenile spol, već jednostavno žene koje su sada muškarci. Ovaj je film proglašen najboljim dokumentarnim filmom na Baltimore Women's Film Festivalu 2007. godine.

## Odabrana bibliografija
- Dones, Elvira. 1998. Kardigan. Cabej Publishing House. Tirana.
- Dones, Elvira. 1999. Lule te Gabuara. Onufri Publishing House. Tirana.
- Dones, Elvira. 2001. Yjet Nuk Vishen Keshtu. Sejko Publishing House. Elbasan.
- Dones, Elvira. 2001. Dite e Bardhe e Fyer. Sejko Publishing House. Elbasan.
- Dones, Elvira. 2002. I Love Tom Hanks. Sejko Publishing House. Elbasan.
- Dones, Elvira. 2004. Me Pas Heshtja. Sejko Publishing House. Elbasan.
- Dones, Elvira. 2007. Vergine giurata. Feltrinelli. Milano.
- Dones, Elvira. 2011. Piccola guerra perfetta. Einaudi. Torino.
- Dones, Elvira. 2014. Sworn Virgin. And Other Stories. London.

## Filmografija
- Brunilda (2003.)
- I ngujuar (Nailed) (2004.)
- Zakleta djevica (2015.)

## Vanjske poveznice
- Publikacije od i o Elviri Dones u katalogu Helveticat Švicarske Nacionalne Knjižnice